# Molch
Molch (česky znamená mlok) byla třída německých miniponorek za druhé světové války. Miniponorka byla určena pro pobřežní operace, měla výhradně elektrický pohon a pohybovala se výhradně pod hladinou. V letech 1944–1945 bylo dokončeno 393 miniponorek tohoto typu. Během nasazení v jižní Francii a v Nizozemsku se Molchy neosvědčily, a proto sloužily především k výcviku.

## Stavba

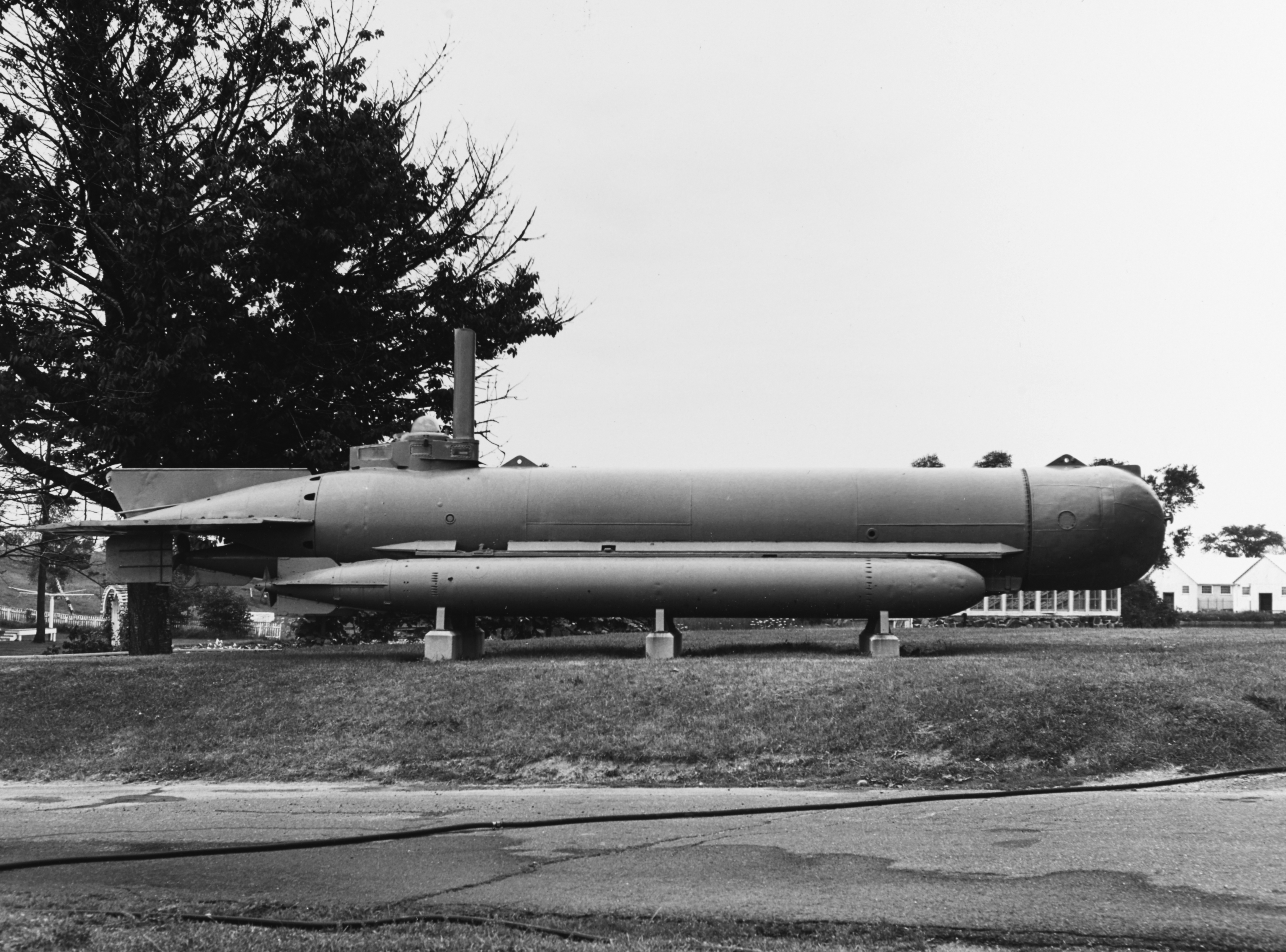
Miniponorka Molch vystavená v 50. letech v Portsmouthu

Miniponorky Molch navrhl Heinrich Drager. Jejich stavbu zajistila loděnice AG Weser v Brémách. První byla převzata 12. června 1944. Do konce války bylo dokončeno 393 člunů tohoto typu.

## Konstrukce

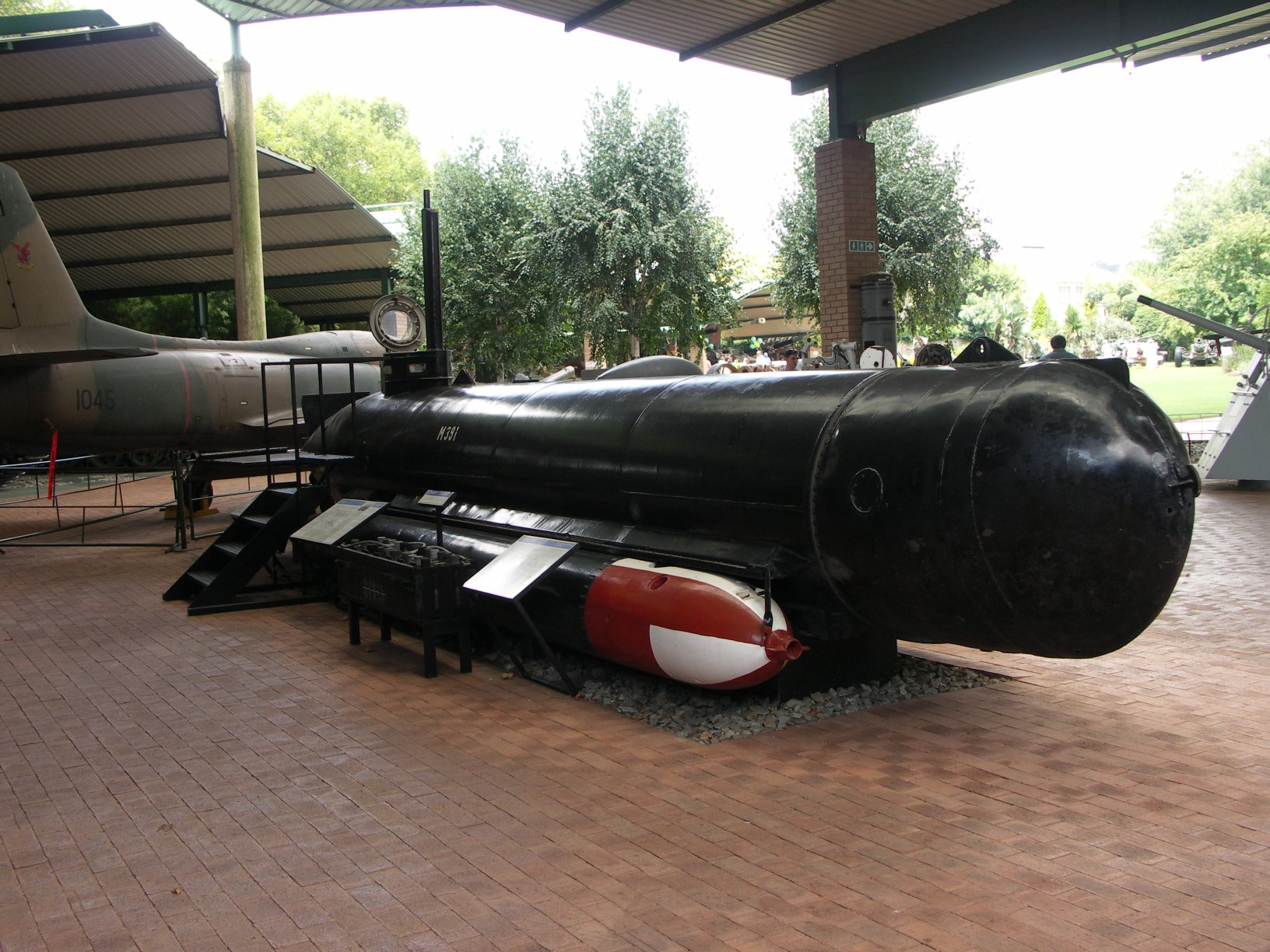
Miniponorka Molch vystavená v South African Military Museum v Johannesburgu

V přední část trupu byly uloženy akumulátory, za nimi byl prostor posádku a na konci elektromotor s kormidly. Posádku tvořil jeden člověk. Jeho pracoviště bylo velmi malé a rychle by si vydýchal vzduch, a proto využíval kyslíkový přístroj. Ponorka byla vybavena malou věžičkou s okénky a periskopem. Výzbroj tvořila dvě elektrická 533mm torpéda G7e, podvěšená pod boky miniponorky. Pohonný systém tvořil jeden elektromotor o výkonu 14 hp, pohánějící jeden lodní šroub. Pilot měl na výběr plavbu dvěma rychlostmi. Nejvyšší rychlost dosahovala pět uzlů pod hladinou. Při cestovní rychlosti pět uzlů měla dosah čtyřicet námořních mil a při rychlosti tří uzlů to bylo šedesát námořních mil. Operační hloubka ponoru dosahovala 30 metrů.

## Služba
Miniponorky Molch ve službě doplňovaly výkonnější typ Biber. Jejich efektivitu omezovaly nízké výkony i špatné nautické vlastnosti. Molchy byly jednotkami K-Verband poprvé nasazeny proti spojeneckému vylodění v jižní Francii. V noci na 26. září 1944 vyplulo dvanáct Molchů, které při ztrátě deseti člunů nedosáhly žádného úspěchu. Zbývající dva zanedlouho zničil nálet. Další jednotky Molchů od ledna do dubna 1945 operovaly podél nizozemského pobřeží. Dosáhly však minimálních úspěchů při velkých ztrátách. Stránka Uboat.net hovoří o 102 plavbách, při kterých bylo za cenu ztráty sedmdesáti Molchů potopeno sedm malých plavidel (491 tun) a dva další poškozena (15 516 tun). Proto byly Molchy využívány spíše k výcviku.